# Elmedin Kikanović
Elmedin Kikanović (Srp. ćirilica: Елмедин Кикановић; Tuzla, 2. rujna 1988.) je bosanskohercegovački profesionalni košarkaš. Igra na poziciji centra. 
Član je bosanskohercegovačke košarkaške reprezentacije. 
Karijeru je započeo u tuzlanskoj Slobodi, gdje je bio kapetan. U kolovozu 2007. potpisuje četvorogodišnji ugovor s Crvenom zvezdom.